# Quantum praedecessores
Quantum praedecessores é uma bula papal emitida em 1 de dezembro de 1145 pelo Papa Eugênio III, convocando uma Segunda Cruzada. Foi a primeira bula papal emitida com uma cruzada como tema.
A bula foi emitida em resposta à queda de Edessa, em dezembro de 1144. Peregrinos do leste trouxeram notícias da queda de Edessa para a Europa ao longo de 1145, e embaixadas do Principado de Antioquia, do Reino de Jerusalém e do Reino da Armênia logo chegaram diretamente à corte papal em Viterbo. O bispo Hugo de Jabala, que lidera uma das dioceses de Jerusalém, estava entre aqueles que deram a notícia.
Como a maioria das bulas papais, não tinha um título específico e passou a ser conhecida por suas palavras de abertura; em latim, a primeira frase dizia "Quantum praedecessores nostri Romani pontifices pro liberatione Orientalis Ecclesiae laboraverunt, antiquorum relatione didicimus, et in gestis eorum scriptum reperimus " - em português, "O quanto nossos predecessores, os pontífices romanos, trabalharam pela libertação da igreja oriental, aprendemos com os relatos dos antigos e encontramos escrito em seus atos."
A bula, emitida em Vetralla, relatou brevemente os atos da Primeira Cruzada e lamentou a perda de Edessa, uma das mais antigas cidades cristãs. A bula foi endereçada diretamente a Luís VII da França e seus súditos e prometia a remissão dos pecados para todos aqueles que participassem da cruzada, bem como proteção eclesiástica para suas famílias e posses, assim como o Papa Urbano II havia feito antes da Primeira Cruzada. Aqueles que completaram a cruzada, ou morreram ao longo do caminho, receberam a absolvição total.
Luís já estava preparando uma cruzada própria, independente da bula de Eugênio, e parece que pode ter ignorado completamente a bula a princípio. É possível que embaixadas do leste também tenham visitado Luís. Entretanto, em consulta com o pregador Bernardo de Claraval, Luís finalmente buscou a bênção de Eugênio, e a cruzada de Luís contou com total apoio papal. A bula foi reeditada em 1º de março de 1146, e Bernardo começou a pregar a cruzada por toda a França e mais tarde também na Alemanha, onde persuadiu Conrado III a participar.
Embora esta seja a primeira bula papal convocando uma cruzada, o papado esteve ausente do restante da expedição. A Primeira Cruzada não teve tal bula – o apoio foi obtido no Concílio de Clermont em 1095 e se espalhou rapidamente por meio da pregação popular. Urbano II foi visto como o líder da cruzada, através de seus legados, como Ademar de Le Puy. Em meados do século XII, o poder papal havia diminuído um pouco e Roma era controlada pela Comuna de Roma. Embora houvesse legados papais acompanhando a cruzada, a expedição era controlada por Luís e Conrado, não por um líder religioso.
A cruzada foi quase totalmente destruída durante sua marcha pela Anatólia. Luís e Conrado juntaram-se mais tarde ao exército de Jerusalém no malsucedido cerco de Damasco em 1148.